# Vision Fund
Vision Fund  är en japansk investeringsfond för aktieköp (private equity) i förhållandevis nya, internetrelaterade företag. Fonden, som grundades i november 2016 av Softbank och dess huvudägare Masayoshi Son och påbörjade verksamhet våren 2017.
Vision Fund är med sina tillgängliga 100 miljarder US dollar den överlägset största investeringsfonden av venture capital-karaktär för internetrelaterade företag. Per maj 2018 hade den investerat ungefär 30 miljarder US dollar. Företaget har kontor i Tokyo, San Francisco och London.
Kapitalet i Vision Fund kommer från grundarföretaget Softbank (28 miljarder dollar, aktiekapital), den saudiarabiska Public Investment Fund (45 miljarder dollar, aktiekapital och lån) genom förmedling av kronprins Mohammad bin Salman, Abu Dhabi:s statliga investeringsfond Mubadala (15 miljarder dollar, aktiekapital och lån), Apple, Foxconn, Qualcomm, Sharp, 
Daimler, de tre japanska bankerna Mitsubishi UFJ Financial Group, Mizuho Financial Group och Sumitomo Mitsui Banking Corporation, Larry Ellison och Bahreins statliga fond (tillsammans 7 miljarder dollar, aktiekapital och lån).
Under fondens första år investerade fonden 30 miljarder US dollar i 24 företag, varvid de största var i den brittiska halvledartillverkaren Arm (8 miljarder dollar), den amerikanska förmedlaren av kontorslokaler WeWork (4,4 miljarder dollar), den amerikanska processortillverkaren Nvidia (4 miljarder dollar), det indiska betalningsföretaget Paytm (1,85 miljarder dollar) och det kinesiska sjukvårdsföretaget Ping An Medical (1,15 miljarder dollar). Företagen är huvudsakligen av karaktären teknikfrontsföretag (artificiell intelligens, internet of things, robotteknik, beräkningsbiologi, genomik), företag som introducerar ny teknik i traditionella branscher som logistik och fastighetsförvaltning, samt media och telekommunikation. Investeringsandelen är vanligen under 30 procent i företagen.
Vd i Vision Fund är Rajeev Misra.